# Aruvathoklu, Madikeri
Aruvathoklu là một làng thuộc tehsil Madikeri, huyện Kodagu, bang Karnataka, Ấn Độ.